# Заслужений діяч мистецтв Росії
Заслужений діяч мистецтв Росії — широковживаний термін для звань:
- Заслужений діяч мистецтв РРФСР (з 1931 по 1995)
- Заслужений діяч мистецтв Російської Федерації (з 1995 по наш час)

Заслужений діяч мистецтв Російської Федерації ― почесне звання, встановлено Указом Президента Російської Федерації в 1995 році. Веде свою історію від звання Заслужений діяч мистецтв РРФСР, встановленого 10 серпня 1931 року; присвоювалось Президією Верховної Ради РРФСР.
Звання присвоюється діячам мистецтв, які зробили значний внесок у розвиток культури і мистецтва, за великі заслуги в вихованні та підготовці творчих кадрів, створенні наукових праць і які працюють в галузі мистецтва 15 і більше років.